# Scutellarin
Scutellarin, auch Breviscapin, ist ein Glycosid des Flavonoids Scutellarein und ein natürliches Polyphenol. Es kommt im chinesischen Berufkraut Erigeron breviscapus und im Trompetenbaum (Jacaranda acutifolia) vor. Sein Name leitet sich von Helmkräutern (Scutellaria spec.) ab.
Scutellarin ist eine in gelben Nadeln kristallisierende, bitter schmeckende Substanz, die sich in Ethanol und Diethylether löst. Scutellarin wird, ähnlich wie Baldrian, als pflanzliches Beruhigungsmittel eingesetzt.